# Frica de ace

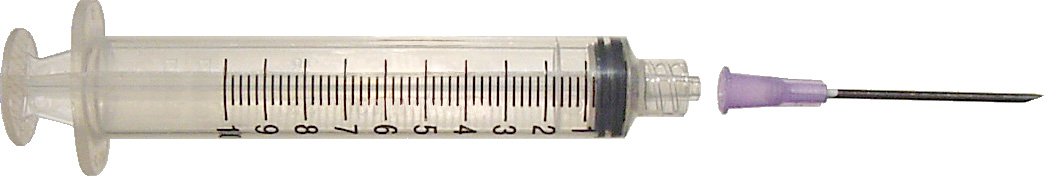
cu ac detașat

Frica de ace (cunoscută în medicină sub denumirea de belonofobie) este un termen folosit pentru a descrie frica (sau fobia) profundă de procedurile medicale ce presupun utilizarea acelor. În domeniul medical, se numește adesea fobia de ace. Un alt termen utilizat pentru această fobie este aihmefobia, dar acestea se pot referi și la o frică mai generală de obiecte ascuțite. Afecțiunea a fost recunoscută ca o fobie în 1994. Se estimează că cel puțin 10% dintre adulții americani se tem de ace și este probabil ca numărul real să fie mai mare, deoarece cele mai grave cazuri nu sunt niciodată documentate din cauza tendinței persoanei afectate de a evita orice tratament medical.